# Fenilpiperazina
La 1-fenilpiperazina es un compuesto químico con un grupo fenilo unido a un anillo de piperazina. El sufijo '-piprazola' se utiliza a veces en los nombres de los medicamentos para indicar que pertenecen a esta clase.
Un número de derivados de la fenilpiperazina son fármacos, incluyendo:
- Productos farmacéuticos
  - Antrafenine - Antiinflamatorio
  - El aripiprazol - antipsicóticos
  - Ciprofloxacino - Antibióticos
  - Dapiprazol - bloqueador alfa
  - Dropropizina - Antitusivo
  - Etoperidona - Antidepresivos
  - Itraconazol - antifúngica
  - Ketoconazol - antifúngica
  - Levodropropizina - Antitusivo
  - Mepiprazole - ansiolíticos
  - Naftopidil - antihipertensivo
  - Nefazodona - Antidepresivos
  - Niaprazine - Hypnotic
  - Oxipertina - antipsicóticos
  - Posaconazol - antifúngica
  - Trazodona - Antidepresivos
  - Urapidil - antihipertensivo
  - Vesnarinone - cardiotónico

- Productos químicos de investigación
  - Acaprazine - ansiolíticos
  - Batoprazine - Serenic
  - Bifeprunox - antipsicóticos
  - BRL-15, 572 - serotoninérgica
  - CSP-2503 - ansiolíticos
  - DMPP - nicotínico
  - EGIS-12, 233 - serotoninérgica
  - Elopiprazole - antipsicóticos
  - Eltoprazine - Serenic
  - Enpiprazole - ansiolíticos
  - Ensaculin - Nootrópico
  - Flibanserina - Afrodisíaco
  - Fluprazine - Serenic
  - Flesinoxan - Antidepresivos
  - Lorpiprazole - ansiolíticos
  - Naphthylpiperazine - serotoninérgica
  - Pardoprunox - antiparkinsoniana
  - PRX-00023 - Antidepresivos
  - S-14, 506 - serotoninérgica
  - S-14, 671 - serotoninérgica
  - S-15, 535 - serotoninérgica
  - SB-258, 585 - serotoninérgica
  - SB-271, 046 - serotoninérgica
  - SB-357, 134 - serotoninérgica
  - SB-399, 885 - serotoninérgica
  - Sonepiprazole - dopaminérgica
  - Tolpiprazole - ansiolíticos
  - Vilazodone - Antidepresivos
  - CAMINO-100, 135 - serotoninérgica
  - CAMINO-100, 635 - serotoninérgica

- Drogas de diseño
  - DCPP - serotoninérgica
  - mCPP - serotoninérgica
  - MeOPP - serotoninérgica
  - PCPP - serotoninérgica
  - pFPP - serotoninérgica
  - TFMPP - serotoninérgica